# Synagoga Chaskiela Działowskiego w Łodzi (ul. Zachodnia 40)
Synagoga Chaskiela Działowskiego w Łodzi – prywatny dom modlitwy znajdujący się w Łodzi przy ulicy Zachodniej 40.
Synagoga została zbudowana przed 1898 rokiem z inicjatywy Chaskiela Działowskiego. W lutym 1898 roku została przeniesiona do nowego lokalu mieszczącego się przy ulicy Zawadzkiej 29.